# Guzerat
El Guzerat o Kankrej  es un raza bovina India  importada a Brasil a partir de 1870.

## Historia
Entre las razas Cebú que persisten, el Guzerat fue la primera raza Cebú en llegar a Brasil. Fue traído de la India en 1870. La raza fue la única que sobrevivió al período de la Gran Sequía de 1978-1983 en la región noreste de Brasil.

## Características
La piel negra bien pigmentada con extremidades bien desarrolladas y musculosas le permiten al Guzerat soportar largas caminatas bajo el sol tropical en busca de agua y comida. Está adaptado en el Nordeste brasileño, desde áreas costeras fértiles, en estado salvaje, hasta el interior semiárido. Se le permite pasar por largos períodos de sequía, comunes en el interior del noreste de Brasil.
Su región de origen, Guyarat en India, es conocida por veranos cálidos y secos cuando la temperatura diurna ronda los 41 °C, y cuyo noroeste es un clima desértico. En Guyarat, los inviernos son moderados, agradables y secos, aunque hay una temporada de monzones alrededor de junio cuando el clima se vuelve húmedo y ocurre el período de mayor precipitación anual.

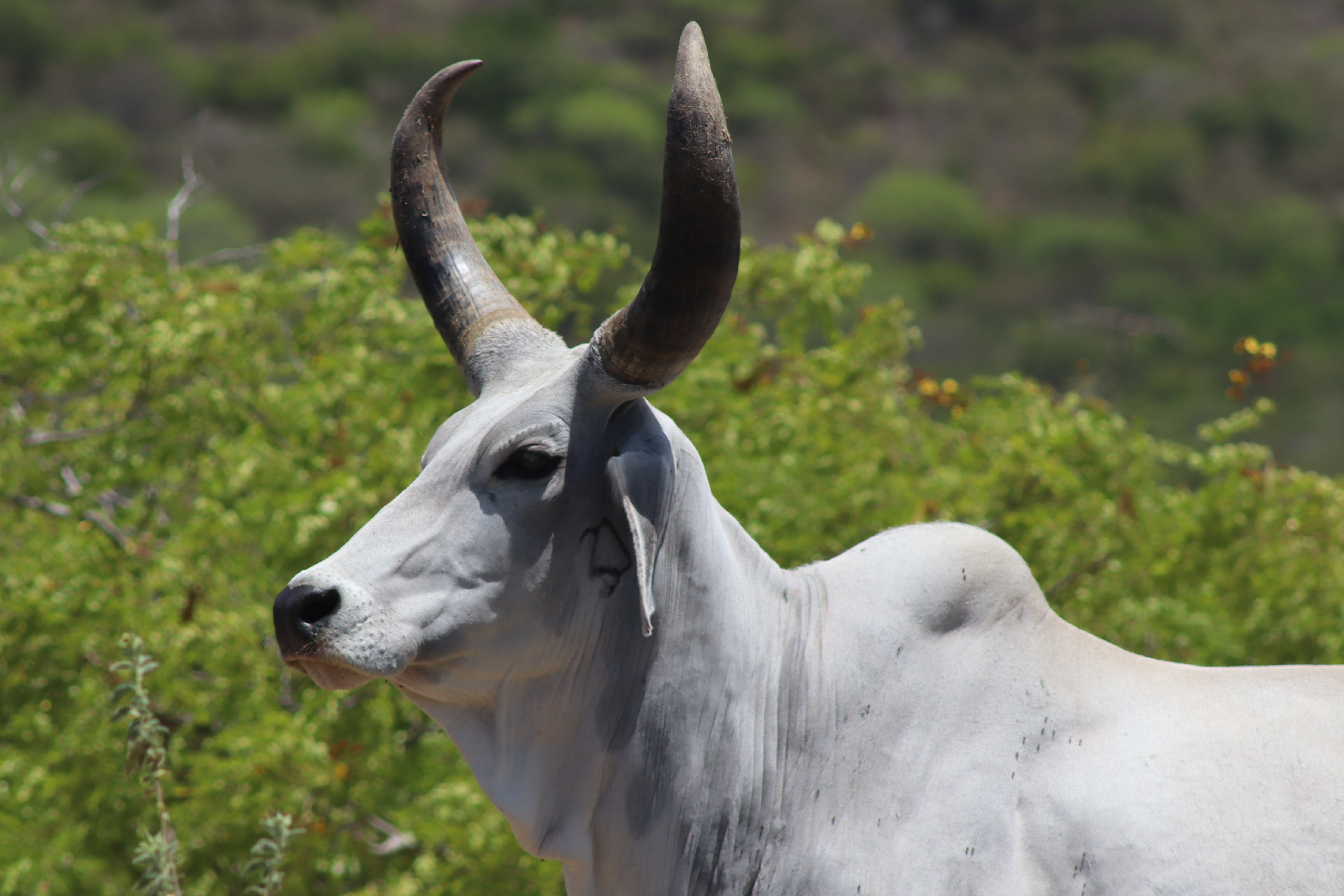
Vaca Guzerat

El Guzerat tiene bajo peso al nacer (machos de 30 kg y hembras de 28 kg) como la mayoría del ganado Cebú, lo que facilita el parto, ya sea en el primer parto de la vaquilla, o en partos posteriores. La producción de leche de vaca asegura el buen desarrollo de los terneros en la fase de lactancia.
La raza Guzerat da un promedio de 1,800 a 2,200 litros en producción de leche en periodo de lactancia por 305 días, mientras a producción por día es de 6 a 7 litros de leche. La raza en peso de sacrificio de los machos es de 500 kg, mientras que en las hembras es de alrededor de 400 kg.